# Hapoel Petah Tikva
Hapoel Petah Tikva izraelski je nogometni klub iz grada Petah Tikve. Nekad su bili jedna od najjačih izraelskih momčadi, sada su oko sredine pa na niže. Igraju na gradskom stedionu Petah Tikva kapaciteta 7500 ljudi.

## Trofeji
- 6 prvenstava: 1955., 1959., 1960., 1961., 1962., 1963.
- 2 nacionalna kupa: 1957., 1992.
- 4 Toto kupa: 1986., 1990., 1991., 2005.